# Hirose Electric Group
Hirose Electric Group — японська компанія, що спеціалізується на виробництві електричних з'єднувачів. Компанія заснована в 1937 році, а вихід на міжнародний ринок отримала в 1968 році. Річний дохід становить 104 мільярдів єн (US $ 900 млн), а валовий прибуток оцінюється в 38 мільярдів єн (US $ 300 млн.) (станом на 2006 рік). Число працівників становить 5020 осіб, станом на 2013.